# 大夫黒
大夫黒（たゆうぐろ・たいふくろ）は、源義経の愛馬。源平合戦で活躍した名馬である。

## 生涯
『吾妻鏡』元暦2年（1185年）2月19日条によると「以秘蔵名馬〈号大夫黒。元院御厩御馬也。（以下略）〉」とあり、後白河法皇の厩にいた名馬で義経に下賜されたという。
大夫黒の産地には諸説ある。一説には千厩産（一関市千厩町）であり、藤原秀衡から贈られた馬であるという。ただし、異説もあり、『天間林村史』（上巻、468頁）では住谷野（三戸）産であるとしている。
その後、義経は検非違使少尉（判官・左衛門尉）に任官、黒毛であったことから、左衛門尉の位階の別称（大夫）に因み「大夫黒」と呼ばれた。
源義経が賜り、戦場へ出る度に乗馬していた。一ノ谷の戦いの鵯越の逆落しでも乗馬した。1185年（元暦2年）、屋島の戦いで佐藤継信が討死すると、供養をしてくれた志度寺の覚阿上人に贈られた。その後、鴨部馬次の極楽寺に預けられていたが、伝説によるとある日突然と大夫黒は厩を抜け出し、継信の墓の前で倒れているのが発見されたという。高松市牟礼町牟礼の洲崎寺に継信と大夫黒の墓がある。

## その他
千厩地域は軍馬の産地として名高く、源義家が前九年の役に軍馬千頭を繋いだことが千厩の地名発祥といわれ、奥州藤原氏の私牧「萩の里」が置かれていた。千厩町に大夫黒顕彰碑がある。2023年（令和5年）3月には千厩町のポケットパークに大夫黒のモニュメントが完成した。

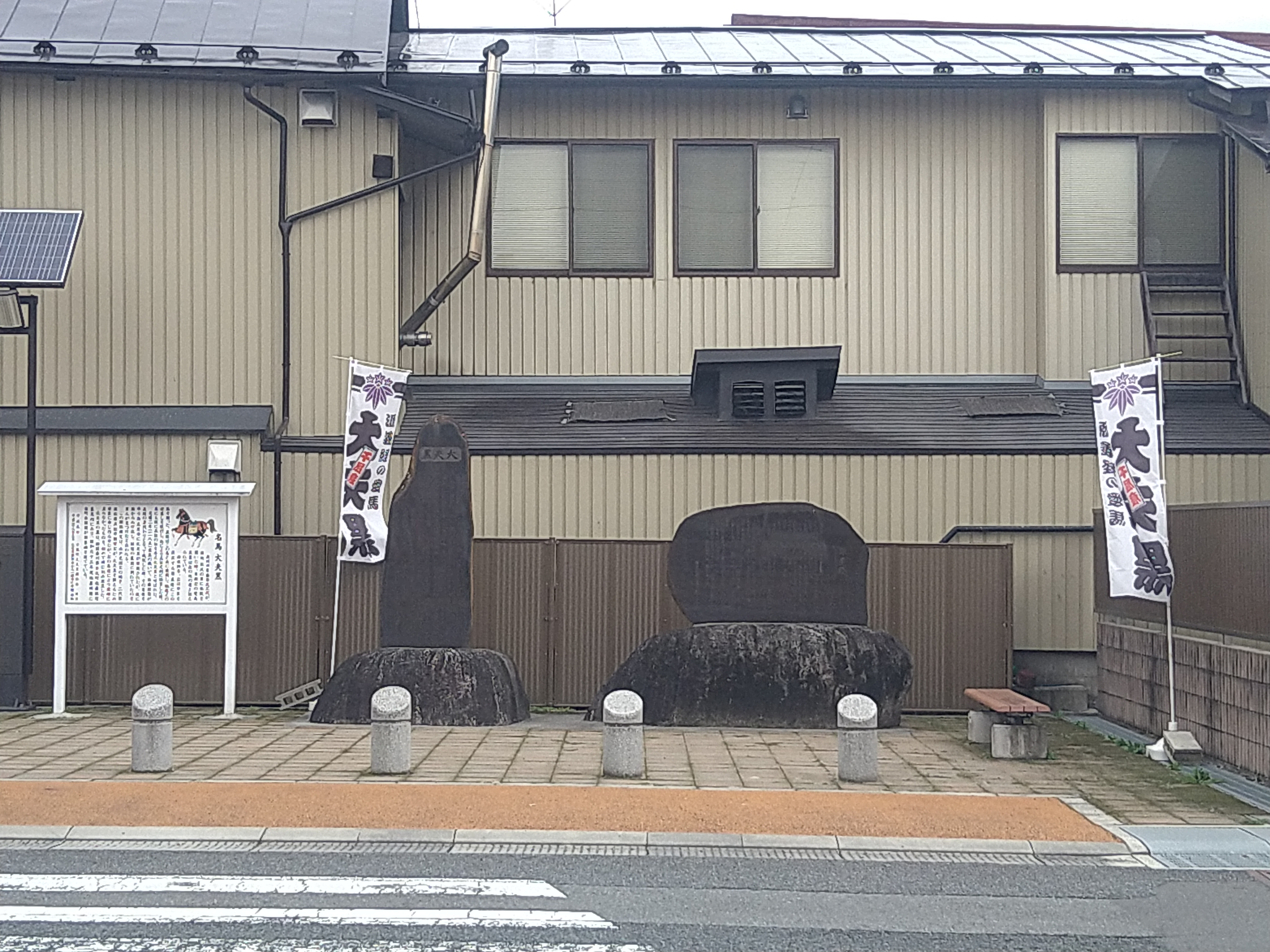
大夫黒顕彰碑全景
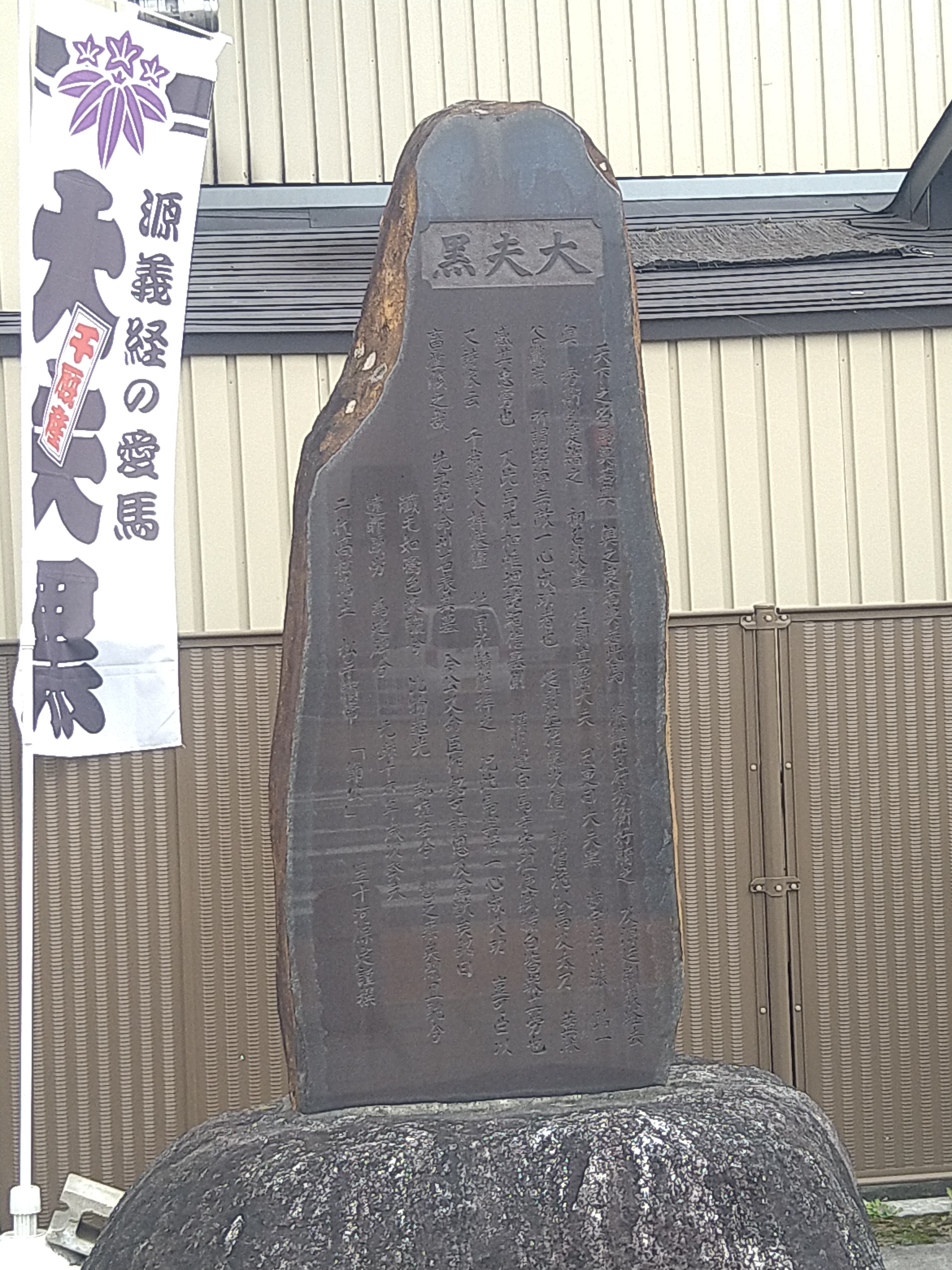
大夫黒顕彰碑
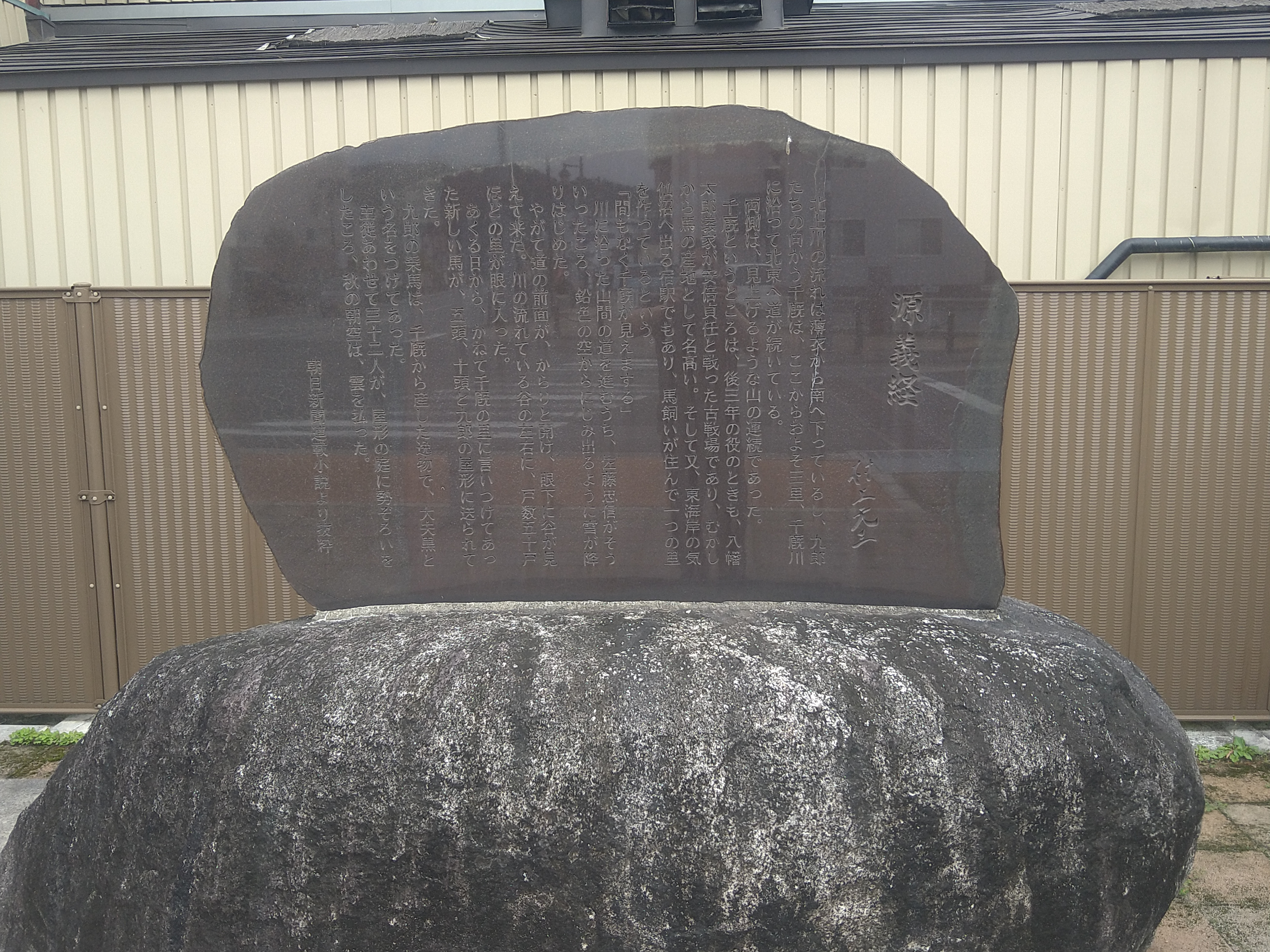
源義経顕彰碑
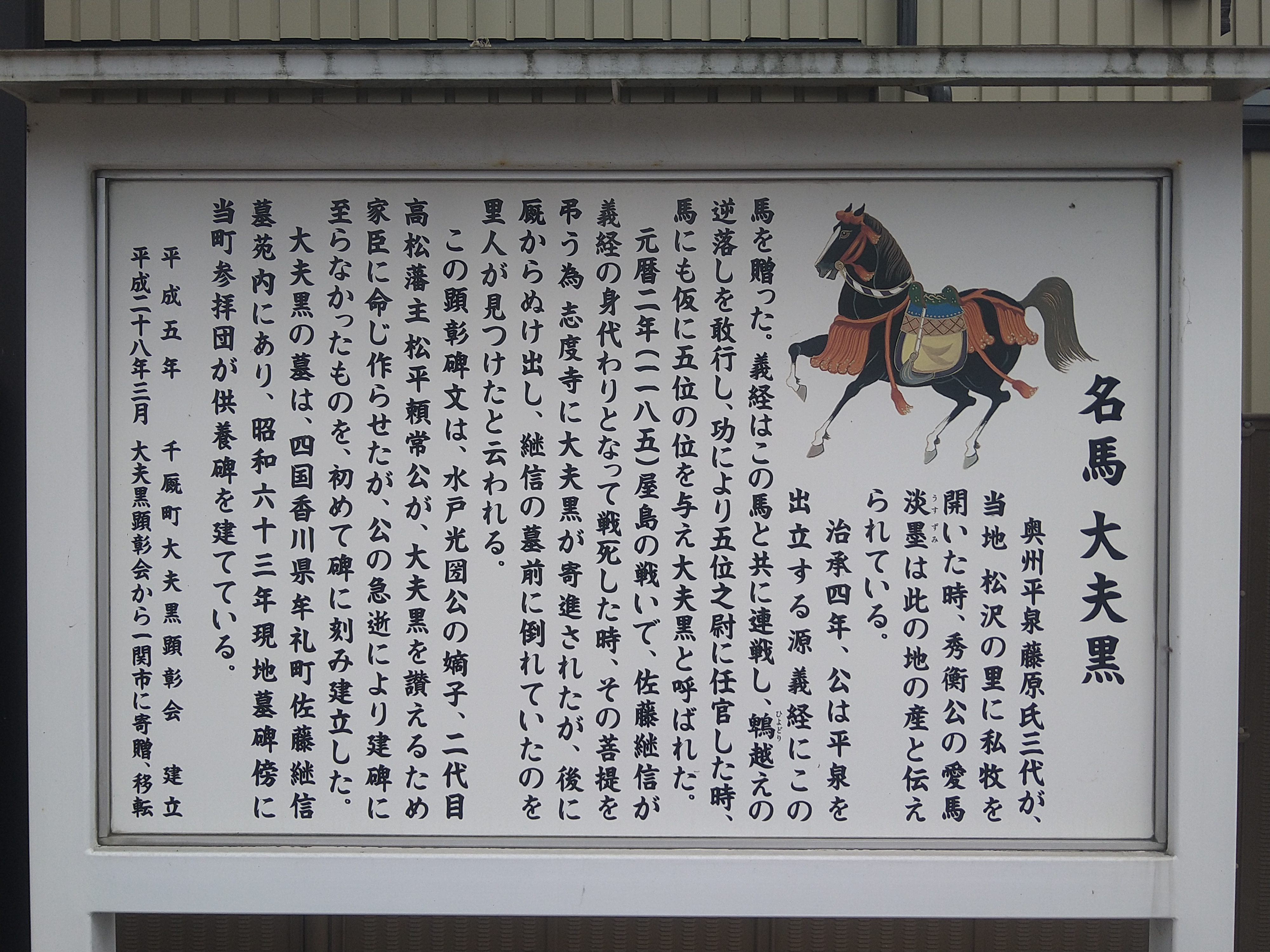
大夫黒顕彰碑解説